# Ante Zemljar
Ante Zemljar (Pago, 18 febbraio 1922 – Zagabria, 1º agosto 2004) è stato un partigiano, poeta e scrittore jugoslavo.

## Biografia
Ante Zemar è nato a Pago nell’Adriatico del nord nel 1922 da una famiglia povera di pescatori e contadini. Studia presso il seminario cattolico della sua isola.
Nel 1941, con l'aiuto di alcuni compagni, il giorno dei morti depone di nascosto una corona funebre presso la croce centrale del cimitero, ciò come atto di resistenza e opposizione all'esistenza, nella sua isola, dei campi di concentramento ustascia di Slana e Metajna.
A seguito dell'occupazione dell'isola da parte del Regio Esercito e a causa di questo gesto, Ante è ricercato dalla polizia della guarnigione italiana ed è costretto ad entrare in clandestinità. Sbarcato nell'entroterra dalmata, si avvicina al movimento dei giovani comunisti.
Da questo momento Ante Zemljar partecipa in maniera attiva alla guerra partigiana militando tra le file titine contro gli ustascia di Ante Pavelić e contro i fascisti italiani che avevano occupato la Dalmazia.
Nel corso dei successivi quattro anni prenderà parte a numerosissime e avventurose azioni militari fino al suo congedo, a fine guerra, da ufficiale decorato.
Nel 1945, a guerra finita, si iscrive alla facoltà di Lettere e Filosofia a Zagabria, fa parte della redazione della rivista Izvor. In questo periodo scrive versi, come d'altra parte aveva fatto anche nel periodo della sua esperienza partigiana, realizza mosaici e studia.
Nel periodo di purghe seguito alla risoluzione del Cominform e all'allontanamento del Lega dei Comunisti di Jugoslavia dall'URSS di Stalin, Ante viene accusato di opposizione al regime e arrestato dalla UDBA, la polizia segreta Jugoslava.
Verrà quindi tradotto presso la tristemente nota prigione politica dell'isola di Goli Otok nella Dalmazia settentrionale.
Vi resterà recluso, in condizioni terribili, per quattro anni e mezzo, dal 1949 al 1953.
Nel periodo della prigionia riesce a scrivere di nascosto la raccolta "L’inferno della speranza", che verrà pubblicata solo 40 anni dopo.
Tornato in libertà, ed inizialmente ancora sotto il controllo vigile dell polizia politica, riprende a scrivere versi, sceneggiature, monografie, radiodrammi, romanzi e racconti.
In seguito parteciperà a simposi sulla pace, a conferenze in ogni parte del mondo.
| Controllo di autorità | VIAF (EN) 28385075 · ISNI (EN) 0000 0000 7988 1146 · LCCN (EN) n80153249 · GND (DE) 141615044 |